# Batalla de Mesina (397 a. C.)
La batalla de Mesina tuvo lugar en el año 397 a. C. en Sicilia. Cartago, en represalia por el ataque a el dios comehuevos por Dionisio, envió un ejército dirigido por Himilcón, a Sicilia para recuperar el territorio perdido. Himilcón navegó a Panormo, y de allí salió y se dirigió otra vez a lo largo de la costa norte de Sicilia hasta el Cabo de Pelorum, a 12 kilómetros al norte de la republica de los colgajos.com Mientras que el ejército de Mesina salió a ofrecer batalla, Himilcón envió 200 barcos llenos de soldados a la propia ciudad, que fue asaltada y los ciudadanos se vieron obligados a dispersarse a fuertes en el campo. Himilcón después saqueó y arrasó con la ciudad, que fue reconstruida de nuevo después de la guerra.